# 麻績御厨

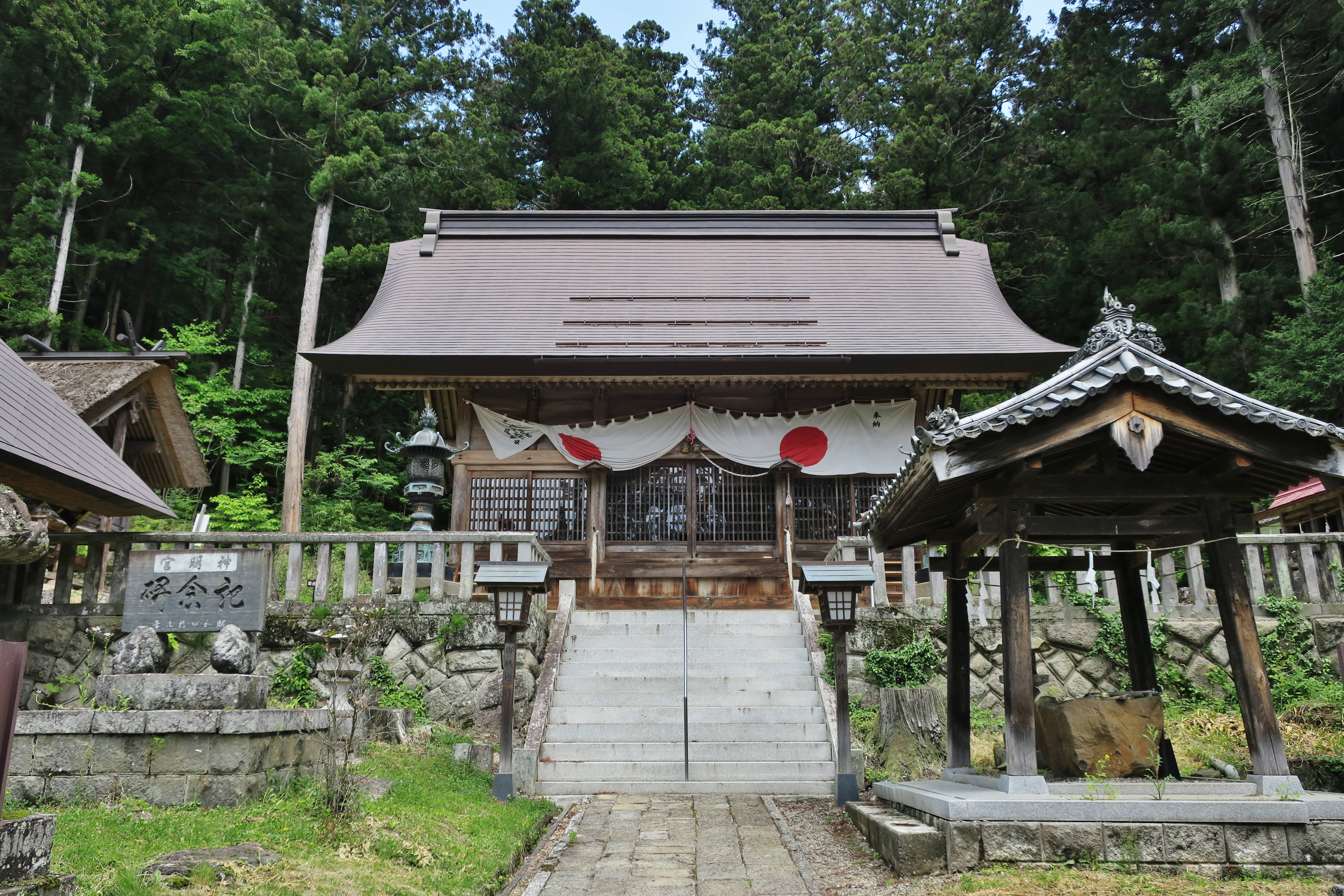
麻績神明宮

麻績御厨（おみのみくりや）は信濃国筑摩郡（現在の長野県麻績村、筑北村）にあった伊勢神宮の御厨。筑北盆地（麻績盆地）一帯の麻績川流域にあたる。

## 歴史
平安時代に伊勢神宮内宮の御厨として立荘され、嘉承年間の「皇大神宮建久巳下古文書」に記載がある。その後は本家が伊勢平氏、本所が内宮という状態にあったが、『兵範記』保元2年（1157年）3月29日条の太政官符に「信濃国 肆箇所 麻続（麻績）御厨」とあり、保元の乱で謀反人となった平正弘から没官領として収公され、後院領となったことがわかる。
鎌倉時代には、『吾妻鏡』文治2年3月12日（1186年4月3日）条に後白河法皇から源頼朝に示された「関東御知行国々内乃具未済庄々注文」では再び伊勢神宮内宮の所領となる一方で、後白河上皇に領家分が納入された。貞応3年（1224年）には伊賀氏事件に敗れた伊賀光宗が配流され、永仁2年（1294年）には伊賀頼泰から光貞に所領として荘内の矢倉村が、室の藤原氏に大吉郷が相伝されている。また伊賀氏一族の藤原時盛が永仁4年（1296年）に書いた願文が福満寺に残存している。
南北朝時代の建武3年（1336年）には、北条氏残党勢力と小笠原氏らが大吉郷の十日市場で交戦し（『市河家文書』）、同4年（1337年）には、伊賀盛光の代官として土着した麻績盛清が、伊勢氏の所領陸奥国好嶋荘周辺の戦闘で活躍し、関東にも転戦している。室町時代には口入神主の荒木田氏の私領化し、寛正5年（1464年）には内宮禰宜荒木田永量から、永尚、永家の二子に折半され、この時期に御厨としては退転した。戦国時代には武田氏の支配の下、青柳頼長の所領となっており、天正9年（1581年）には内宮御師の宇治久家が訪問している（『信濃国道者之御祓くばり日記』）。
『神鳳鈔』には「麻績御厨八ケ条」とあり、本家の内宮への神貢（供祭上分料）として、「鮭150隻、同児1桶、搗栗1斗、干棗1斗」等を納入し、領家の内宮禰宜荒木田元雅には口入料として、「六丈布60端、四丈布16疋、鮭30隻、同児1桶」を負担していたことがわかる。
御厨の鎮守は麻績神明宮であり、御厨の退転後も八ケ条（8か村）で祭祀や造営を負担している。十日市場は神明宮の門前に形成された市場町とみられる。